# Reserva
Reserva là một đô thị thuộc bang Paraná, Brasil. Đô thị này có diện tích 1635,025 km², dân số năm 2007 là 25059 người, mật độ 14,7 người/km².